# Wierzba śniada
Wierzba śniada (Salix starkeana Willd., syn. Salix livida Wahlenb.) – gatunek rośliny wieloletniej należący do rodziny wierzbowatych.

## Rozmieszczenie geograficzne
Występuje w Eurazji i Ameryce Północnej. W Polsce rośnie w rozproszeniu w części północnej, na Wyżynie Lubelskiej i Podkarpaciu. Przez Polskę przebiega południowo-zachodnia granica zasięgu. W polskich Karpatach potwierdzono występowanie tylko na jednym stanowisku w Zahutyniu koło Sanoka, ale po 1996 r. na miejscu tym gatunku już nie odnaleziono. Poza tą granicą stwierdzono w Europie jedynie dwa miejsca występowania tego gatunku: na torfowisku Kolibaba w Górach Lewockich (wieś Hradisko na Słowacji) oraz w rejonie Sigmaringen w Jurze Szwabskiej (Niemcy).

## Morfologia
PokrójKrzew do 1 m wysokości.
GałązkiNagie lub delikatnie owłosione. Po zdarciu nad nimi kory zaobserwować można w drewnie wypukłe listewki. Pąki podługowate, czerwone.
LiściePodłużnie lub okrągławojajowate, całobrzegie lub drobno ząbkowane w górnej części, żywozielone, na spodzie szarozielone lub sinozielone, z wyraźną nerwacją. Początkowo są delikatnie owłosione, potem nagie. Na szczytach ząbków występują gruczołki.
KwiatyZebrane w kotki. Łuski kotkowe tępe, orzęsione na brzegu. Znamię żółte.

## Biologia i ekologia
Nanofanerofit. Rośnie na torfowiskach. Kwitnie w kwietniu i maju. Liczba chromosomów 2n=38, 44.

## Zagrożenia i ochrona
Umieszczona na polskiej czerwonej liście w kategorii VU (narażony).